# Santeuil (Eure-et-Loir)
Santeuil – miejscowość i gmina we Francji, w Regionie Centralnym, w departamencie Eure-et-Loir.
Według danych na rok 1990 gminę zamieszkiwały 244 osoby, a gęstość zaludnienia wynosiła 26 osób/km² (wśród 1842 gmin Regionu Centralnego Santeuil plasuje się na 896. miejscu pod względem liczby ludności, natomiast pod względem powierzchni na miejscu 1180.).